# 友川カズキ 花々の過失
『友川カズキ 花々の過失』（ともかわカズキ はなばなのかしつ、仏: La faute des fleurs: A Portrait of Kazuki Tomokawa, Musicians of Our Times Episode 2）は、歌手、詩人、画家、表現者である友川カズキを描いたドキュメンタリー映画。2009年2月大阪と東京で撮影。監督はヴィンセント・ムーン。同監督による音楽家のドキュメンタリー映画シリーズ『ミュージシャン・オブ・アワー・タイムス』の第2弾。
コペンハーゲン国際ドキュメンタリー映画祭、チリドキュメンタリー音楽国際映画祭IN-EDIT NESCAFEに正式招待。新進気鋭のヴィンセント・ムーンが得意とする独特のカメラアングルとサウンド、映像描写が美しく、コペンハーゲン国際ドキュメンタリー映画祭にて「Sound and Vision Award 2009」を受賞した。